# CTL Logistics
CTL Logistics sp. z o.o. (dawniej Chem Trans Logistic Holding Polska S.A.) – międzynarodowy operator logistyczny realizujący przewozy krajowe i międzynarodowe z wykorzystaniem własnego  taboru i infrastruktury. 

## Działalność
Od 1992 r. Grupa CTL Logistics prowadzi poprzez zależne spółki działalność, w ramach której realizuje obsługę spedycyjną w zakresie transportu kolejowego i samochodowego towarów w kraju i za granicą. Wykonuje usługi z zakresu obsługi bocznic kolejowych, utrzymania taboru kolejowego, budowy i serwisu infrastruktury kolejowej, przeładunku, doradztwa celnego, a także zaopatrzenie w surowce.
Głównymi klientami spółki są m.in. koncerny wydobywcze węgla, kruszyw, koncerny paliwowe, zakłady chemiczne, producenci AGD, logistyka FMCG, koncerny energetyczne, operatorzy kontenerowi. Realizacja przewozów kolejowych odbywa się kompleksowo wraz z obsługą procesów przeładunkowych, obsługą bocznic kolejowych i masowych terminali, w tym również portów morskich. W kooperacji ze spółką CTL Logistics GmbH wykonywane są przewozy transgraniczne, zarówno w imporcie jak i eksporcie towarów przez zachodnią granicę Polski.

## Usługi
- Transport kolejowy i samochodowy
- Transport intermodalny
- Obsługa spedycyjna i celna
- Obsługa bocznic kolejowych
- Przeładunki w portach morskich
- Przeładunki na terminalach lądowych
- Przeładunki na granicy wschodniej Polski
- Budowa i serwis infrastruktury kolejowej
- Dzierżawa taboru kolejowego
- Serwis lokomotyw i wagonów
- Logistyka dostaw towarów masowych

## Spółki grupy
- CTL Północ Sp. z o.o.
- CTL Logistics GmbH
- CTL Logistics s.r.o.
- BielPolLogistics
- CTL Service Sp. z o.o.

W 2022 r. z Grupy CTL Logistics odeszła spółka branży górniczej CTL Maczki-Bór S.A., która zmieniła nazwę na Maczki-Bór S.A.